# Naked Ambition 2
Naked Ambition 2, també coneguda com 3D Naked Ambition (3D豪情), és una pel·lícula en 3D de Hong Kong del 2014 de comèdia sexual dirigida per Lee Kung-lok i protagonitzada per Chapman To i Josie Ho. És una seqüela solta de la pel·lícula de 2003 de Chan Hing-ka i Dante Lam Naked Ambition. El rodatge va començar a Tòquio l'octubre de 2013. La pel·lícula parodia la indústria del cinema per a adults japonès a través de diverses escenes icòniques amb expressions exagerades.

## Argument
El graduat en literatura Wyman Chan (Chapman To) escriu històries eròtiques a la secció de pornografia suau del diari per guanyar-se la vida, però quan la secció de pornografia suau deixa de publicar-se, perd la feina. L'aturat Chan es torna capriciós i s'inspira en homes que treballen a la indústria japonesa de vídeos per a adults (AV) per convertir-se en productor de pel·lícules pornogràfiques. La idea de Chan rep immediatament respostes entusiastes dels seus amics, que ofereixen la seva ajuda, especialment Hatoyama (Josie Ho), que està familiaritzda amb la indústria porno japonesa. Tot i que inicialment tothom té un gran interès en formar part del rodatge, Chan aviat es veu obligat a actuar en el paper principal. Sorprenentment, Chan es converteix en una sensació al Japó per la seva actuació de ser assetjat sexualment i dominat per dones a l'AV. Hatoyama viatja immediatament a Hong Kong per persuadir Chan de perseguir el seu somni poc realista: un home de Hong Kong que entra a la indústria audiovisual japonesa.

## Repartiment
- Chapman To com a Wyman Chan (Mario Ozawa)
- Josie Ho com a Shodaiko Hatoyama, l'agent de Wyman
- Maiko Yūki com a Maiko Yūki, que cura la impotència d'en Wyman
- Taka Kato com a Taka Kato, el mestre de Wyman
- Yui Tatsumi com a Yui Tatsumi, la primera actriu AV al debut de Wyman
- Nozomi Aso com a Nozomi Aso, actriu AV al segment "Come for a Body Checkup, Mario"
- Anri Okita com a Anri Okita, actriu AV de la Copa L al segment "Pervettes in Train"
- Kana Yume com a Kana Yume, un simpàtic fantasma del segment "The Horny Spirits".
- Tsukasa Aoi com a Noriko Waiyama, novata en AV amb vestit de Sailor Moon
- Tyson Chak com a Larry Leung, amic de Wyman
- Derek Tsang com a Simon Yuen, amic de Wyman
- Candy Yuen com a Cecilia Jik, la xicota de Wyman
- Louis Koo com a Naoki Nagasaki, competidor de King of AV
- Sandra Ng com a Kam, prostituta de Hong Kong de les pel·lícules de Golden Chicken
- Charlene Choi com Maisora Aoi, actriu AV de la Xina
- Wong Jing com a Frankie Mo, sobrenomenat Fat Face Dragon
- Helen To com a presentadora del programa